# Saison 4 des Tortues Ninja
 (juillet 2019).
Chronologie
Saison 3 Saison 5
Cet article présente les épisodes de la quatrième saison de la série télévisée d'animation américaine Les Tortues Ninja diffusée du 25 octobre 2015 au 26 février 2017 sur Nickelodeon.
En France, la quatrième saison est diffusée du 26 février 2016 au 14 juillet 2016 sur Nickelodeon France puis rediffusée sur France 4.

## Épisodes
| № | #  | Titre français / (Titre original)                                             | Réalisation                | Scénario                           | Première diffusion | Première diffusion | Audiences |
| --- | -- | ----------------------------------------------------------------------------- | -------------------------- | ---------------------------------- | ------------------ | ------------------ | --------- |
| 79 | 1  | Au-delà des frontières de l'espace (Beyond The Known Universe)                | Alan Wan                   | Brandon Auman                      | 25 octobre 2015    | 26 février 2016    | 1,62      |
| Après la mort de Splinter, l'anéantissement de la Terre, et le sauvetage du Fugitoïde. Les ninjas découvrent les merveilles de l'espace dans un vaisseau spatial avec comme allié le Fugitoïde, April et Casey.  |    |                                                                               |                            |                                    |                    |                    |           |
| 80 | 2  | Les Lunes de Thalos 3 (The Moons of Thalos 3)                                 | Michael Chang              | John Shirley                       | 1er novembre 2015  | 27 février 2016    | 1,66      |
| Lorsque les tortues et les Salamandres atterrissent sur une lune glacée, ils doivent s'unir pour apprendre à survivre.                                                                                           |    |                                                                               |                            |                                    |                    |                    |           |
| 81 | 3  | Le Monde selon Wyrm (The Weird World Of Wyrm)                                 | Sebastian Montes           | Randolph Heard                     | 8 novembre 2015    | 28 février 2016    | 1,60      |
| Casey libère un brigand de l'espace : Wyrm. C'est un génie malsain qui peut réaliser les souhaits, il fait disparaître le Fugitoïde. Les ninjas ne peuvent pas souhaiter que quelque chose de mal lui soit fait. |    |                                                                               |                            |                                    |                    |                    |           |
| 82 | 4  | Le Chasseur de Primes (The Outlaw Armaggon)                                   | Alan Wan                   | Gavin Hignight                     | 15 novembre 2015   | 29 février 2016    | 1,41      |
| À cause de leur rencontre tendu, Lord Dregg fait appel à un chasseur de primes pour éliminer l'équipe des Tortues Ninja.                                                                                         |    |                                                                               |                            |                                    |                    |                    |           |
| 83 | 5  | L’Énigme des Anciens Aeons (Riddle of the Ancient Aeons)                      | Michael Chang              | Brandon Auman                      | 10 janvier 2016    | 2 mars 2016        | 1,62      |
| Le premier morceau générateur de trou noir se trouve chez les Aeons, mais cette planète a un effet sur le caractère.                                                                                             |    |                                                                               |                            |                                    |                    |                    |           |
| 84 | 6  | Voyage au centre de l'esprit de Mikey (Journey to the Center of Mikey's Mind) | Sebastian Montes           | Todd Casey                         | 17 janvier 2016    | 13 mars 2016       | 1,58      |
| Quand des extra terrestres microscopiques envahissent l'esprit de Mikey, ses frères doivent s'introduire à l'intérieur pour le sauver.                                                                           |    |                                                                               |                            |                                    |                    |                    |           |
| 85 | 7  | L'arène du Carnage (The Arena of Carnage)                                     | Alan Wan                   | Peter Di Cicco                     | 24 janvier 2016    | 28 mars 2016       | 1,58      |
| Quand les tortues se font capturées par les Tricératons, celles-ci sont jetées dans l'Arène Tricératon. |    |                                                                               |                            |                                    |                    |                    |           |
| 86 | 8  | Bataille pour la Dimension X (The War for Dimension X)                        | Michael Chang              | Kevin Burke et Chris Wyatt « Doc » | 31 janvier 2016    | 18 avril 2016      | 1,35      |
| Mona Lisa et Commandant Sal sont prisonniers dans la Dimension X, alors que l'équipage du Fugitoïde se rend dans la dimension pour recueillir des informations sur le générateur de trou noir.                   |    |                                                                               |                            |                                    |                    |                    |           |
| 87 | 9  | L'Océan Cosmique (The Cosmic Ocean)                                           | Sebastian Montes           | Mark Henry                         | 13 mars 2016       | 30 avril 2016      | 1,52      |
| Les tortues traversent l'océan cosmique de Varuna. |    |                                                                               |                            |                                    |                    |                    |           |
| 88 | 10 | Les Tortues Transdimensionelles (Trans-Dimensional Turtles)                   | Alan Wan                   | Brandon Auman                      | 17 mars 2016       | 6 juin 2016        | 1,53      |
| Les tortues sont transportées dans une autre dimension où ils rencontrent leurs homologues des années 80, ensemble ils s'unissent pour affronter Krang et Krang Second.                                          |    |                                                                               |                            |                                    |                    |                    |           |
| 89 | 11 | La Vengeance des Tricératons (Revenge of the Triceratons)                     | Michael Chang et Ben Jones | Randolph Heard                     | 3 avril 2016       | 13 juin 2016       | 1,45      |
| Les Tricératons attaquent le vaisseau du Fugitoïde, ils introduisent des Gremlins qui piratent le vaisseau. C'est alors que Donatello met son intelligence en marche et en doute.                                |    |                                                                               |                            |                                    |                    |                    |           |
| 90 | 12 | Le Côté diabolique de Dregg (The Evil of Dregg)                               | Sebastian Montes           | Gavin Hignight                     | 10 avril 2016      | 20 juin 2016       | 1,70      |
| L'équipage du Fugitoïde a été trahi par les salamandres à cause de Lord Dregg. |    |                                                                               |                            |                                    |                    |                    |           |
| 91 | 13 | Le Feu Éternel (The Ever-Burning Fire)                                        | Alan Wan                   | John Shirley et Brandon Auman      | 17 avril 2016      | 27 juin 2016       | 1,40      |
| Les Tortues décident de se rendre sur la planète en fusion se trouve le dernier morceau de générateur de trou noir.                                                                                              |    |                                                                               |                            |                                    |                    |                    |           |
| 92 | 14 | Ultime Chance pour la Terre (Earth's Last Stand)                              | Michael Chang et Ben Jones | Brandon Auman                      | 24 avril 2016      | 1er juillet 2016   | 1,64      |
| C'est le jour J pour essayer de sauver la Terre arrive, une seconde bataille épique va se livrer. |    |                                                                               |                            |                                    |                    |                    |           |
| 93 | 15 | La Guerre des Clans (City at War)                                             | Sebastian Montes           | Brandon Auman                      | 14 août 2016       | 2 juillet 2016     | 1,51      |
| Karai fait appel à Leonardo et une amie pour contrer les Foot de Shredder. On peut remarquer une erreur dans l'épisode, Donatello dit "Shredder" avec la voix de Leonardo.                                       |    |                                                                               |                            |                                    |                    |                    |           |
| 94 | 16 | Foot contre Foot (Broken Foot)                                                | Alan Wan                   | Peter Di Cicco                     | 21 août 2016       | 3 juillet 2016     | 1,46      |
| Karai a réussi à recruter des Foot du Japon, alors que des Foot robotiques sont du côté de Shredder. |    |                                                                               |                            |                                    |                    |                    |           |
| 95 | 17 | Infectes Insectes (The Insecta Trifecta)                                      | Michael Chang et Ben Jones | Kevin Burke et Chris Wyatt « Doc » | 28 août 2016       | 4 juillet 2016     | 1,40      |
| Stockmouche dirige une armée d'insectes mutants, pour être sûr de gagner Raphaël doit vaincre sa peur des insectes.                                                                                              |    |                                                                               |                            |                                    |                    |                    |           |
| 96 | 18 | Les Mutants Contre-attaquent (Mutant Gangland)                                | Sebastian Montes           | Todd Casey                         | 4 septembre 2016   | 5 juillet 2016     | 1,20      |
| Raphaël fait la tête à l'équipe, les Mutanimaux demandent l'aide des Tortues face aux gadgets anti-mutants d'une connaissance.                                                                                   |    |                                                                               |                            |                                    |                    |                    |           |
| 97 | 19 | Une Chauve-Souris dans le Beffroi (Bat in The Belfry)                         | Alan Wan                   | Eugene Son                         | 11 septembre 2016  | 6 juillet 2016     | 1,47      |
| Grâce au collier Aeon d'April, les héros de BD de Mickelangelo deviennent vivants. |    |                                                                               |                            |                                    |                    |                    |           |
| 98 | 20 | Super Shredder (The Super Shredder)                                           | Rie Koga                   | Brandon Auman                      | 6 novembre 2016    | 7 juillet 2016     | 1,47      |
| Shredder est devenu invincible grâce au mutagène, c'est alors qu'il engage le combat dans les égouts. |    |                                                                               |                            |                                    |                    |                    |           |
| 99 | 21 | Au fond du trou (Darkest Plight)                                              | Sebastian Montes           | Randolph Heard                     | 13 novembre 2016   | 8 juillet 2016     | 1,26      |
| Super Shredder et Maître Splinter sont tombés dans un gouffre, les Tortues se lancent à la recherche de leur père. Il en est de même pour les élèves de Shredder.                                                |    |                                                                               |                            |                                    |                    |                    |           |
| 100 | 22 | Cette Force en elle (The Power Inside Her)                                    | Alan Wan                   | Peter Di Cicco                     | 20 novembre 2016   | 9 juillet 2016     | 1,21      |
| April est possédé par son collier Aeon. |    |                                                                               |                            |                                    |                    |                    |           |
| 101 | 23 | Tokka contre le reste du monde (Tokka vs. The World)                          | Rie Koga                   | Gavin Hignight                     | 5 février 2017     | 10 juillet 2016    | 1,23      |
| Quand Tokka présumée morte revient chercher son bébé volé, celle-ci cherche violemment son enfant volé. |    |                                                                               |                            |                                    |                    |                    |           |
| 102 | 24 | La Légende de Tiger Claw (The Tale of Tiger Claw)                             | Sebastian Montes           | Mark Henry                         | 12 février 2017    | 11 juillet 2016    | 1,17      |
| Casey a la marque d'un katana hanté qui le rend malchanceux, cette blessure a été causée par la sœur de Tiger Claw : Alopex.                                                                                     |    |                                                                               |                            |                                    |                    |                    |           |
| 103 | 25 | Requiem (Requiem)                                                             | Alan Wan                   | Brandon Auman                      | 19 février 2017    | 13 juillet 2016    | 1,01      |
| Super Shredder contre-attaque, les Tortues se divisent en plusieurs groupes. Mais ils se réunissent sur le champ, pour la raison que Splinter affronte Super Shredder.                                           |    |                                                                               |                            |                                    |                    |                    |           |
| 104 | 26 | La fin (Owari)                                                                | Rie Koga                   | Brandon Auman                      | 26 février 2017    | 14 juillet 2016    | 1,23      |
| Les Tortues décident d'infiltrer la base de Shredder et de le tuer, en réponse à la mort de leur père. |    |                                                                               |                            |                                    |                    |                    |           |